# باشگاه فوتبال بران
باشگاه فوتبال بران (انگلیسی: SK Brann) یک باشگاه فوتبال در کشور نروژ است.
این باشگاه که در شهر برگن قرار دارد در تاریخ ۲۶ سپتامبر ۱۹۰۸ تأسیس شده است و سابقه ۳ قهرمانی در لیگ برتر فوتبال نروژ و ۶ قهرمانی در جام حذفی فوتبال نروژ دارد.